# Yanıkdağ, Çayeli
Yanıkdağ là một xã thuộc huyện Çayeli, tỉnh Rize, Thổ Nhĩ Kỳ. Dân số thời điểm năm 2010 là 314 người.